# وارطان مامیکونیان (شهردار)
وارطان آلکسانی مامیکونیان (ارمنی: Վարդան Ալեքսանի Մամիկոնյան؛ انگلیسی: V. Mamikonyan زادهٔ ۱۸۹۸ - درگذشته ۱۹۳۷) یک سیاستمدار اهل ارمنستان که از تاریخ مه یا ۲۹ فوریه ۱۹۲۸ تا تاریخ ۷ ژوئن ۱۹۲۸ سمت شهردار ایروان را برعهده داشت. که از تاریخ ۱۹۳۳ تا تاریخ ۱۹۳۶ سمت وزارت کشاورزی ارمنستان را برعهده داشت.

## زندگی‌نامه
در ۱۸۹۸ در تفلیس به دنیا آمد و از دانشگاه فنی دولتی بائومن مسکو (۱۹۱۷) فارغ‌التحصیل شد. . وی در ۱۹۳۷ در سن ۳۹ سالگی درگذشت.